# Aedes dasyorrhus
Aedes dasyorrhus är en tvåvingeart som beskrevs av King och Harry Hoogstraal 1946. Aedes dasyorrhus ingår i släktet Aedes och familjen stickmyggor. Inga underarter finns listade i Catalogue of Life.